# Блинов, Артур Александрович
Арту́р Алекса́ндрович Блино́в (20 февраля 1940 — 6 февраля 2015, Москва, Россия) — советский и российский журналист-международник.

## Биография
В 1963 году окончил факультет международных отношений МГИМО.
Работал корреспондентом ТАСС в Камбодже и Лаосе, а также в Китае заведующим отделением в Пекине.
Был корреспондентом газеты «Известия» в Вашингтоне.
В последние годы жизни являлся заведующим отделом международной политики «Независимой газеты», в которой в общей сложности проработал более десяти лет.

## Отзывы
В 1998 году бывший полковник ГРУ разведчик-перебежчик Станислав Лунев в своей книге «Глазами врага», написанной в соавторстве с экспертом АНБ Айрой Уинклер, вспоминал о Блинове следующее:
В аэропорту нас встретил начальник бюро ТАСС, Артур Блинов — фактически подполковник КГБ. Это было его второе назначение за границей. Ранее он был разъездным корреспондентом в Юго-Восточной Азии. Позднее, в Соединённых Штатах, он был репортёром «Известий», а затем штатным офицером связи в СВР.

В 2005 году журналист-международник М. М. Ильинский вспоминал:
В посольстве СССР команда была самая надёжная: под «крылом» посла СССР С. М. Кудрявцева собрались талантливые дипломаты — институтские друзья Р. Л. Хамедулин, первый секретарь Юрий Патронов, Юрий Шманевский, Олег Дружинин, корреспонденты ТАСС Олег Широков и Артур Блинов, военный разведчик Николай Солдаткин, корреспондент АПН Юрий Шевченко, сотрудники из резидентуры Николая Е. Колягина.

## Публикации
- Блинов А. Через пять лет после разгрома талибов Афганистан увяз в войне малой интенсивности // Россия и мусульманский мир. — 2006. — № 12. — С. 111—117